# Marathon féminin aux championnats du monde d'athlétisme 2013
Navigation
Daegu 2011 Pékin 2015
L'épreuve du marathon féminin des championnats du monde de 2013 s'est déroulée le 10 août 2013 dans la ville de Moscou, en Russie avec un départ et une arrivée au Stade Loujniki. Elle est remportée par la Kényane Edna Kiplagat.

## Modalités d'organisation
Les premiers 600 m du parcours sont effectués sur la piste du Stade Loujniki, puis les coureurs bouclent quatre tours le long des rives de la Moskova (du stade jusqu'au Kremlin et  retour).  Les derniers 300 m sont réalisés dans le stade Loujniki .

## Records et performances

### Records
Les records du marathon femmes (mondial, des championnats et par continent) étaient avant les championnats 2013 les suivants.  
| Record                    | Athlète           | Pays        | Temps           | Lieu     | Date              |
| ------------------------- | ----------------- | ----------- | --------------- | -------- | ----------------- |
| Record du monde           | Paula Radcliffe   | Royaume-Uni | 2 h 15 min 25 s | Londres  | 13 avril 2003     |
| Record des championnats   | Paula Radcliffe   | Royaume-Uni | 2 h 20 min 57 s | Helsinki | 14 août 2005      |
| Record d'Afrique          | Catherine Ndereba | Kenya       | 2 h 18 min 47 s | Chicago  | 7 octobre 2001    |
| Record d'Asie             | Mizuki Noguchi    | Japon       | 2 h 19 min 12 s | Berlin   | 25 septembre 2005 |
| Record d'Amérique du Nord | Deena Kastor      | États-Unis  | 2 h 19 min 36 s | Londres  | 23 avril 2006     |
| Record d'Amérique du Sud  | Carmen Oliveira   | Brésil      | 2 h 27 min 41 s | Boston   | 18 avril 1994     |
| Record d'Europe           | Paula Radcliffe   | Royaume-Uni | 2 h 15 min 25 s | Londres  | 13 avril 2003     |
| Record d'Océanie          | Benita Johnson    | Australie   | 2 h 22 min 36 s | Chicago  | 22 octobre 2006   |

### Meilleures performances de l'année 2013
Les dix athlètes les plus rapides de l'année sont, avant les championnats (au 26 juillet 2013), les suivants.
|    | Athlète                   | Pays     | Temps           | Lieu      | Date            |
| -- | ------------------------- | -------- | --------------- | --------- | --------------- |
| 1  | Priscah Jeptoo            | Kenya    | 2 h 20 min 15 s | Londres   | 21 avril 2013   |
| 2  | Feyse Tadese              | Éthiopie | 2 h 21 min 06 s | Paris     | 7 avril 2013    |
| 3  | Edna Ngeringwony Kiplagat | Kenya    | 2 h 21 min 32 s | Londres   | 21 avril 2013   |
| 4  | Merima Mohammed           | Éthiopie | 2 h 23 min 14 s | Paris     | 7 avril 2013    |
| 5  | Tirfi Tsegaye             | Éthiopie | 2 h 23 min 23 s | Dubaï     | 25 janvier 2013 |
| 6  | Jemima Jelagat Sumgong    | Kenya    | 2 h 23 min 27 s | Rotterdam | 14 avril 2013   |
| 7  | Margaret Agai             | Kenya    | 2 h 23 min 28 s | Daegu     | 14 avril 2013   |
| 8  | Ryoko Kizaki              | Japon    | 2 h 23 min 34 s | Nagoya    | 10 mars 2013    |
| 8  | Eunice Kirwa Jepkirui     | Kenya    | 2 h 23 min 34 s | Paris     | 7 avril 2013    |
| 10 | Ehitu Kiros               | Éthiopie | 2 h 23 min 39 s | Dubaï     | 25 janvier 2013 |

## Critères de qualification
Pour se qualifier pour les Championnats (minima A), il fallait avoir réalisé moins de 2 h 43 min 00 s entre le 1er janvier 2012 et le 29 juillet 2013.

## Médaillées
| Or                  | Argent                | Bronze               |
| Edna Kiplagat (KEN) | Valeria Straneo (ITA) | Kayako Fukushi (JPN) |

## Résultats

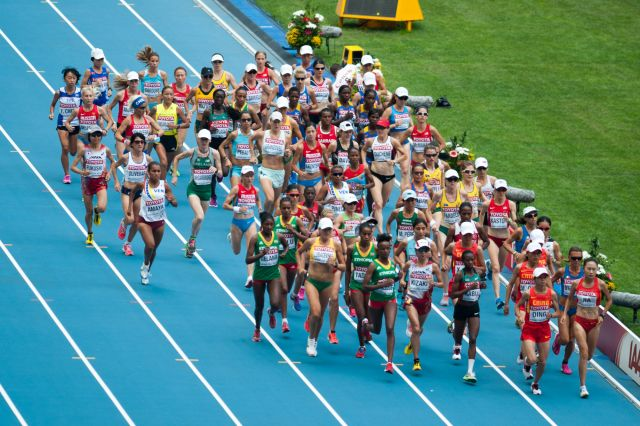
Départ du marathon féminin depuis le Stade Loujniki.

| Rang               | Athlète                     | Nationalité      | Temps           | Notes |
| ------------------ | --------------------------- | ---------------- | --------------- | ----- |
| Médaille d'or      | Edna Kiplagat               | Kenya            | 2 h 25 min 44 s |       |
| Médaille d'argent  | Valeria Straneo             | Italie           | 2 h 25 min 58 s | SB    |
| Médaille de bronze | Kayako Fukushi              | Japon            | 2 h 27 min 45 s |       |
| 4                  | Ryōko Kizaki                | Japon            | 2 h 31 min 28 s |       |
| 5                  | Alessandra Aguilar          | Espagne          | 2 h 32 min 38 s |       |
| 6                  | Emma Quaglia                | Italie           | 2 h 34 min 16 s | SB    |
| 7                  | Madaí Pérez                 | Mexique          | 2 h 34 min 23 s | SB    |
| 8                  | Kim Hye-gyong               | Corée du Nord    | 2 h 35 min 49 s |       |
| 9                  | Deena Kastor                | États-Unis       | 2 h 36 min 12 s | SB    |
| 10                 | Susan Partridge             | Royaume-Uni      | 2 h 36 min 24 s |       |
| 11                 | Jessica Trengove            | Australie        | 2 h 37 min 11 s | SB    |
| 12                 | Diana Lobačevskė            | Lituanie         | 2 h 37 min 48 s |       |
| 13                 | Aberu Kebede                | Éthiopie         | 2 h 38 min 04 s |       |
| 14                 | Hye-Song Kim                | Corée du Nord    | 2 h 38 min 28 s |       |
| 15                 | Lishan Dula                 | Bahreïn          | 2 h 38 min 47 s | SB    |
| 16                 | Sonia Samuels               | Royaume-Uni      | 2 h 39 min 03 s | SB    |
| 17                 | Sin Young-sun               | Corée du Nord    | 2 h 39 min 22 s |       |
| 18                 | Dorothy Mcmahan             | États-Unis       | 2 h 39 min 52 s | SB    |
| 19                 | Ding Changqin               | Chine            | 2 h 40 min 13 s |       |
| 20                 | Živilė Balčiūnaitė          | Lituanie         | 2 h 41 min 09 s | SB    |
| 21                 | Albina Mayorova             | Russie           | 2 h 41 min 19 s |       |
| 22                 | Nadezdha Leonteva           | Russie           | 2 h 42 min 49 s |       |
| 23                 | Jeannette Faber             | États-Unis       | 2 h 44 min 03 s | SB    |
| 24                 | Lucy Wangui Kabuu           | Kenya            | 2 h 44 min 06 s | SB    |
| 25                 | Alina Armas                 | Namibie          | 2 h 45 min 09 s |       |
| 26                 | Alevtina Biktimirova        | Russie           | 2 h 45 min 11 s |       |
| 27                 | Tatiana Aryasova            | Russie           | 2 h 45 min 27 s |       |
| 28                 | Wei Xiaojie                 | Chine            | 2 h 46 min 46 s |       |
| 29                 | Kalliópi Astropekáki        | Grèce            | 2 h 47 min 12 s |       |
| 30                 | Remalda Kergyptė            | Lituanie         | 2 h 47 min 30 s |       |
| 31                 | Kateryna Karmanenko         | Ukraine          | 2 h 48 min 18 s | SB    |
| 32                 | Kim Seong-eun               | Corée du Sud     | 2 h 48 min 46 s |       |
| 33                 | Carmen Oliveras             | France           | 2 h 48 min 58 s |       |
| 34                 | Cao Mojie                   | Chine            | 2 h 49 min 15 s |       |
| 35                 | Renate Wyss                 | Suisse           | 2 h 50 min 41 s |       |
| 36                 | Karina Córdoba              | Argentine        | 2 h 51 min 07 s | SB    |
| 37                 | Mary Davies                 | Nouvelle-Zélande | 2 h 51 min 24 s | SB    |
| 38                 | Iuliia Andreeva             | Kirghizistan     | 2 h 53 min 16 s |       |
| 39                 | Erika Abril                 | Colombie         | 2 h 55 min 13 s |       |
| 40                 | Lauren Shelley              | Australie        | 2 h 55 min 40 s | SB    |
| 41                 | Karina Neipán               | Argentine        | 2 h 56 min 02 s | SB    |
| 42                 | Tanith Maxwell              | Afrique du Sud   | 2 h 56 min 37 s | SB    |
| 43                 | Zuleima Amaya               | Venezuela        | 2 h 58 min 22 s |       |
| 44                 | Lanni Marchant              | Canada           | 3 h 01 min 54 s | SB    |
| 45                 | Nicole Chapple              | Australie        | 3 h 05 min 49 s |       |
| 46                 | Daneja Grandovec            | Slovénie         | 3 h 10 min 46 s | SB    |
|                    | Nebiat Habtemariam          | Érythrée         | DQ              |       |
|                    | Maria McCambridge           | Irlande          | DNF             |       |
|                    | Krista Duchene              | Canada           | DNF             |       |
|                    | Beata Naigambo              | Namibie          | DNF             |       |
|                    | Helalia Johannes            | Namibie          | DNF             |       |
|                    | Sladana Perunović           | Monténégro       | DNF             |       |
|                    | Sultan Haydar               | Turquie          | DNF             |       |
|                    | Ümmü Kiraz                  | Turquie          | DNF             |       |
|                    | Meselech Melkamu            | Éthiopie         | DNF             |       |
|                    | Tiki Gelana                 | Éthiopie         | DNF             |       |
|                    | Mizuki Noguchi              | Japon            | DNF             |       |
|                    | Meseret Hailu               | Éthiopie         | DNF             |       |
|                    | Otgonbayar Luvsanlundeg     | Mongolie         | DNF             |       |
|                    | Jane Fardell                | Australie        | DNF             |       |
|                    | Jia Chaofeng                | Chine            | DNF             |       |
|                    | Yolymar Pineda              | Venezuela        | DNF             |       |
|                    | Erika Olivera               | Chili            | DNF             |       |
|                    | Yinli He                    | Chine            | DNF             |       |
|                    | Leena Ekandjo               | Namibie          | DNF             |       |
|                    | Valentine Jepkorir Kipketer | Kenya            | DNF             |       |
|                    | María Peralta               | Argentine        | DNF             |       |
|                    | Feyse Tadese                | Éthiopie         | DNF             |       |
|                    | Mi-Gyong Kim                | Corée du Nord    | DNF             |       |
|                    | Yu-Hsuan Chen               | Chine            | DNF             |       |
|                    | Patricia Morceli Bühler     | Suisse           | DNS             |       |
|                    | Rosa Chacha                 | Équateur         | DNS             |       |

### Temps intermédiaires
| Distance      | Athlète         | Pays   | Temps           |
| ------------- | --------------- | ------ | --------------- |
| 5 km          | Valeria Straneo | Italie | 17 min 05 s     |
| 10 km         | Valeria Straneo | Italie | 34 min 12 s     |
| 15 km         | Valeria Straneo | Italie | 51 min 23 s     |
| 20 km         | Valeria Straneo | Italie | 1 h 09 min 02 s |
| Semi-marathon | Valeria Straneo | Italie | 1 h 12 min 58 s |
| 25 km         | Valeria Straneo | Italie | 1 h 26 min 36 s |
| 30 km         | Valeria Straneo | Italie | 1 h 44 min 00 s |
| 35 km         | Valeria Straneo | Italie | 2 h 01 min 05 s |
| 40 km         | Valeria Straneo | Italie | 2 h 18 min 22 s |

## Légende
Records et Performances
- AR : Record continental (area record)
- CR : Record des championnats (championship record)
- MR : Record du meeting (meet record)
- NR : Record national (national record)
- OR : Record olympique (olympic record)
- PR : Record paralympique (paralympic record)
- PB : Record personnel (personal best)
- SB : Meilleure performance personnelle de la saison (season's best)
- WL : Meilleure performance mondiale de l'année (world leader)
- WJR : Record du monde junior (world junior record)
- WR : Record du monde (world record)

Circonstances et Conditions
- DNF : N'a pas terminé (did not finish)
- DNS : N'a pas pris le départ (did not start)
- DQ : Disqualification (disqualification)
- NM : Aucun essai valable enregistré (No Mark)
- Q : Qualifié « directement » au prochain tour (ou à la prochaine compétition), lors d'une compétition majeure, grâce au classement ou à la réalisation des minima (automatic qualifier)
- q : Qualifié au prochain tour (ou à la prochaine compétition), lors d'une compétition majeure, grâce au repêchage ou à la réalisation de l'une des meilleures performances parmi celles des « non qualifiés directement » (grâce au meilleur temps ou à la meilleure distance par exemple) (secondary qualifier)